# 세이풀라 마고메도프
세이풀라 세페로비치 마고메도프(러시아어: Сейфулла́ Сефе́рович Магоме́дов, 1983년 5월 15일~)는 러시아의 전직 태권도 선수이다. 러시아에서 가장 많은 국제 대회에서 입상한 선수로 세계 선수권 대회 동메달 2개, 유럽 선수권 대회 금메달 4개를 포함하여 21개의 메달을 획득했다. 그는 올림픽에 1회(2004) 출전하였으나 메달 획득 기록은 없다.